# Anna Dietterle
Anna Stephanie Dietterle (* 23. Februar 1997 in Cottbus) ist eine deutsche Schwimmsportlerin. 2014 wurde sie Deutsche Meisterin über 100 Meter Freistil auf der 25-Meter-Bahn.

## Werdegang
Als Jugendliche gewann Dietterle, seinerzeit noch dem PSV Cottbus 90 angehörend, 2011 beim Europäischen Olympischen Jugendfestival in Trabzon (Türkei) Gold über 50 und 100 Meter Freistil. Bei den JEM in Antwerpen 2012 wurde sie Junioreneuropameisterin über 50 Meter Freistil und gewann Silbermedaillen über 100 Meter Freistil und 50 m Rücken. Bei den Junioreneuropameisterschaften 2013 in Poznań schwamm sie mit den deutschen Staffeln sowohl über 4-mal 100 Meter Lagen als auch über 4-mal 100 Meter Freistil zu Silber.
Beim ersten internationalen Wettkampf in der offenen Klasse erreichte die Fünfzehnjährige bei den Kurzbahneuropameisterschaften in Chartres das Halbfinale über 50 Meter Freistil und schwamm mit 25,41 s einen neuen deutschen Altersklassenrekord auf der Kurzbahn. Mit der 4-mal-50-Meter-Mixed-Lagenstaffel erreichte sie im Finale den 6. Platz und mit der 4-mal-50-Meter-Lagenstaffel bei den Damen den 8. Platz.
Bei den Deutschen Kurzbahnmeisterschaften 2014 in der Wuppertaler Schwimmoper gewann sie, für die SG Neukölln Berlin antretend, ihren ersten Deutsche-Meister-Titel in der offenen Klasse über 100 Meter Freistil in 54,02 s. Dabei verwies sie Alexandra Wenk (54,35 s) und Annika Bruhn (54,43 s) auf die Plätze. Sie qualifizierte sich damit für die Kurzbahn-WM in Qatar, wo sie mit der 4-mal-100-Meter-Freistilstaffel das Finale erreichte.
Bei den Deutschen Meisterschaften 2015 gewann Dietterle in der offenen Klasse jeweils in neuem Deutschem Altersklassenrekord Silber über 50 m Freistil und Rücken sowie Bronze über 100 m Freistil (zeitgleich mit Helen Scholtissek). Seit Mai 2015 startet sie für die Wasserfreunde Spandau 04.
2016 gelang Dietterle im Rahmen der Deutschen Meisterschaften der Gewinn des Vizemeistertitels über 100 Meter Freistil in neuer persönlicher Bestzeit von 55,06 s (nur 6 Hundertstel über deutschem Altersklassenrekord!), der Gewinn der Bronzemedaille über 50 Meter Freistil in 25,44 s und als Startschwimmerin der 4-mal-100-Meter-Freistilstaffel der Wasserfreunde Spandau 04 (Dietterle/Ossenberg/Cox/Friese) der Gewinn des ersten Deutsche-Meister-Titels auf der Langbahn. Bei den Deutschen Meisterschaften auf der Kurzbahn des gleichen Jahres schwamm sie 2-mal Deutschen Altersklassenrekord in 50 Meter Freistil und gewann in neuer persönlicher Bestzeit die Bronzemedaille in 50 Meter Schmetterling.
2017 erreicht Dietterle mit 3 Silbermedaillen bei der DM auf der Langbahn erneut eine Leistungssteigerung. Sie schwimmt im Verlauf der Meisterschaften auf allen Strecken Bestzeit und zu einer Medaille. Darüber hinaus gelang ihr mit den Damen der Wasserfreunde Spandau 04 in der 4-mal-100-Meter-Freistilstaffel die Verteidigung ihres Deutsche - Meister-Titels vom Vorjahr. Dietterle schwimmt dabei als Startschwimmerin, mit einer Zeit von 54,85 s, erstmals unter die 55-Sekunden-Marke und damit persönliche Bestzeit. Mit ihrer Zeit erreicht sie die Top 50 der Weltjahresbestenliste der FINA und die FINA „A“ Norm für die WM in Budapest, wird aber wegen verpasster deutscher Qualifikationsnorm nicht für die WM nominiert.

## Erfolge
- 4 × Gold 50 Meter Freistil, 50 Meter Schmetterling, 4-mal-50-Meter-Freistil- und Freistil-Mixed-Staffel, 1 × Silber 4-mal-50-Meter-Lagenstaffel, 1 × Bronze 100 Meter Freistil Deutsche Meisterschaften Kurzbahn 2015
- Deutsche Vizemeisterin 50 Meter Schmetterling, 50 Meter Freistil, 100 Meter Freistil, Deutsche Meisterin mit der 4-mal-100-Meter-Freistilstaffel 2017
- 1 × Bronze 50 Meter Freistil, 1 × Silber 4-mal-50-Meter-Freistilstaffel Deutsche Meisterschaften Kurzbahn 2016[3]
- 1 × Silber 100 Meter Freistil, 1 × Bronze 50 Meter Freistil, 1 × Gold 4-mal-100-Meter-Freistilstaffel Deutsche Meisterschaften 2016
- 1 × Bronze 4-mal-50-Meter-Freistilstaffel Deutsche Meisterschaften Kurzbahn 2015
- 2 × Silber 50 Meter Freistil und Rücken, 2 × Bronze 100 Meter Freistil und 4-mal-100-Meter-Lagenstaffel Deutsche Meisterschaften 2015
- 2 × Gold 100 Meter Freistil, 4-mal-50-Meter-Lagenstaffel, 1 × Silber 50 Meter Freistil, 1 × Bronze 4-mal-50-Meter-Freistilstaffel Deutsche Meisterschaften Kurzbahn 2014
- 1 × Bronze 50 Meter Freistil Deutsche Meisterschaften 2014
- 2 × Silber 4-mal-100-Meter-Lagen- und 4-mal-100-Meter-Freistilstaffel JEM 2013 Poznań
- 1 × Gold 50 Meter Freistil, 2 × Silber 100 Meter Freistil, 50 Meter Rücken, 2 × Bronze 4-mal-100-Meter-Lagen- und 4-mal-100-Meter-Freistilstaffel, JEM Antwerpen 2012
- 2 × Gold 50 und 100 Meter Freistil, 2 × Bronze 4-mal-100-Meter-Freistil-, 4-mal-100-Meter-Lagenstaffel, EYOF Trabzon 2011

## Rekorde
Anna Dietterle hält (Stand November 2016) 7 Deutsche Altersklassenrekorde.
In den Altersklassen 13 bis 15 und in den Altersklassen 17 und 18 hält sie den Deutschen Jahrgangsrekord über 50 Meter Freistil auf der Langbahn und in der Altersklassen 15 und 19 auf der Kurzbahn.
Insgesamt schwamm sie bis zu diesem Zeitpunkt 16 × Altersklassenrekord über 50 Meter Freistil und Rücken auf der Lang- und Kurzbahn.

## Auszeichnungen
- Nachwuchssportlerin des Jahres 2012 Land Brandenburg